# Сублінійна функція
Сублінійною функцією в математиці називається функція {\displaystyle f:V\rightarrow \mathbb {R} } над дійсним векторним простором V (більш загально замість поля дійсних чисел можна розглядати довільне впорядковане поле), для якої виконуються такі умови:
{\displaystyle f(\gamma x)=\gamma f\left(x\right)}  для всіх {\displaystyle \gamma \in \mathbb {R} _{+}} і всіх x ∈ V (додатна однорідність),
{\displaystyle f(x+y)\leqslant f(x)+f(y)}  для всіх x, y ∈ V (субадитивність).

## Еквівалентні визначення
Еквівалентно у визначенні умову субадитивності можна замінити умовою опуклості, згідно з якою для функції має виконуватися нерівність:
{\displaystyle f(\gamma x+(1-\gamma )y)\leqslant \gamma f(x)+(1-\gamma )f(y)}  для всіх x, y ∈ V і {\displaystyle 0\leqslant \gamma \leqslant 1}.
Справді, якщо функція є додатно однорідною і опуклою то:
{\displaystyle f(x+y)=2f\left({\frac {x+y}{2}}\right)\leqslant 2\left(f\left({\frac {x+y}{2}}\right)+f\left({\frac {x+y}{2}}\right)\right)=f(x)+f(y).}
З сублінійності і додатної однорідності теж, очевидно, випливає опуклість. Зважаючи на це альтернативне визначення такий тип функцій іноді називають однорідно-опуклими. Інша поширена назва функціонал Банаха, зважаючи на появу такого типу функціоналів у твердженні теореми Гана — Банаха.
Інше альтернативне визначення: функція {\displaystyle f:V\rightarrow \mathbb {R} } є сублінійною тоді і лише тоді коли виконується умова:
{\displaystyle f(\gamma x+\delta y)\leqslant \gamma f(x)+(1-\gamma )f(y)}  для всіх x, y ∈ V і всіх  {\displaystyle 0<\gamma ,\delta }.

## Приклади
- Кожна лінійна функція є, очевидно, сублінійною. Сублінійною буде також і функція {\displaystyle p(x)=|f(x)|}, якщо {\displaystyle f(x)} — лінійна.
- Довжина вектора в n-вимірному евклідовому просторі є сублінійною функцією. Тут умова субадитивності означає, що довжина суми двох векторів не перевищує суми їх довжин (нерівність трикутника), а додатна однорідність безпосередньо випливає з визначення довжини вектора в {\displaystyle \mathbb {R} ^{n}.}

3. Нехай M — простір обмежених послідовностей {\displaystyle x=(x_{1},x_{2},\ldots ,x_{i},\ldots ).} Функціонал:
{\displaystyle f(x)=\sup _{i}|x_{i}|}
є сублінійним. 

## Властивості
- {\displaystyle f(0)=0.} Дане твердження одержується підстановкою x = 0 в рівняння додатної однорідності.
- Ненульова сублінійна функція може бути невід'ємною, але якщо {\displaystyle f(x)\leqslant 0,\,\forall x\in V} тоді дана функція всюди рівна нулю. Це випливає з нерівності:

{\displaystyle 0=f(x+(-x))\leqslant f(x)+f(-x),\,\forall x\in V}
згідно з якою, якщо f(x) є від'ємним числом, то f(-x) має бути додатним.
- Для  будь-якого {\displaystyle \gamma } виконується нерівність:

{\displaystyle f(\gamma x)\geqslant \gamma f\left(x\right)}
При  {\displaystyle \gamma >0} це випливає з означення додатної однорідності, при {\displaystyle \gamma =0} - з першої властивості, якщо ж {\displaystyle \gamma <0}, то з нерівності у попередній властивості отримуємо:
{\displaystyle 0\leqslant f(\gamma x)+f(|\gamma |x)=f(\gamma x)+|\gamma |f(x)}
або:
{\displaystyle f(\gamma x)\geqslant -|\gamma |f(x)=\gamma f(x).}